# Grad Jereslavec
Grad Jereslavec (nemško Slaunetz) je bil grad, ki je stal v vasi Jereslavec v občini Brežice.

## Zgodovina
Po pričanju domačinov je grad stal v naselju Jereslavec in sta v njem nekoč bivali grofični Jera in Slava od tod tudi ime Jereslavec. Po drugi vojni je bilo še vidno obzidje in grajski vodnjak. Danes je lokacija gradu na privatnem posestvu. V bližini je mejni prehod, kjer je še ohranjen dvorec Rakovec in ruševine dveh mejnih stolpov.